# TVR M
TVR M — модель двомісного спортивного купе британської компанії TVR, яке виготовляли впродовж 1972–1979 років на базі моделі TVR Vixen. Виготовляли також модифікації з кузовом двомісний родстер. З 1976 на шасі моделі М розпочали виробляти модель TVR Taimar з кузовом типу комбі-купе з великіми задніми дверима. З 1980 на заміну моделям М і Taimar прийшла модель TVR Tasmin з модним тоді клиноподібним кузовом.

## Модифікації 1600M, 2500M, 3000M, 3000M Turbo

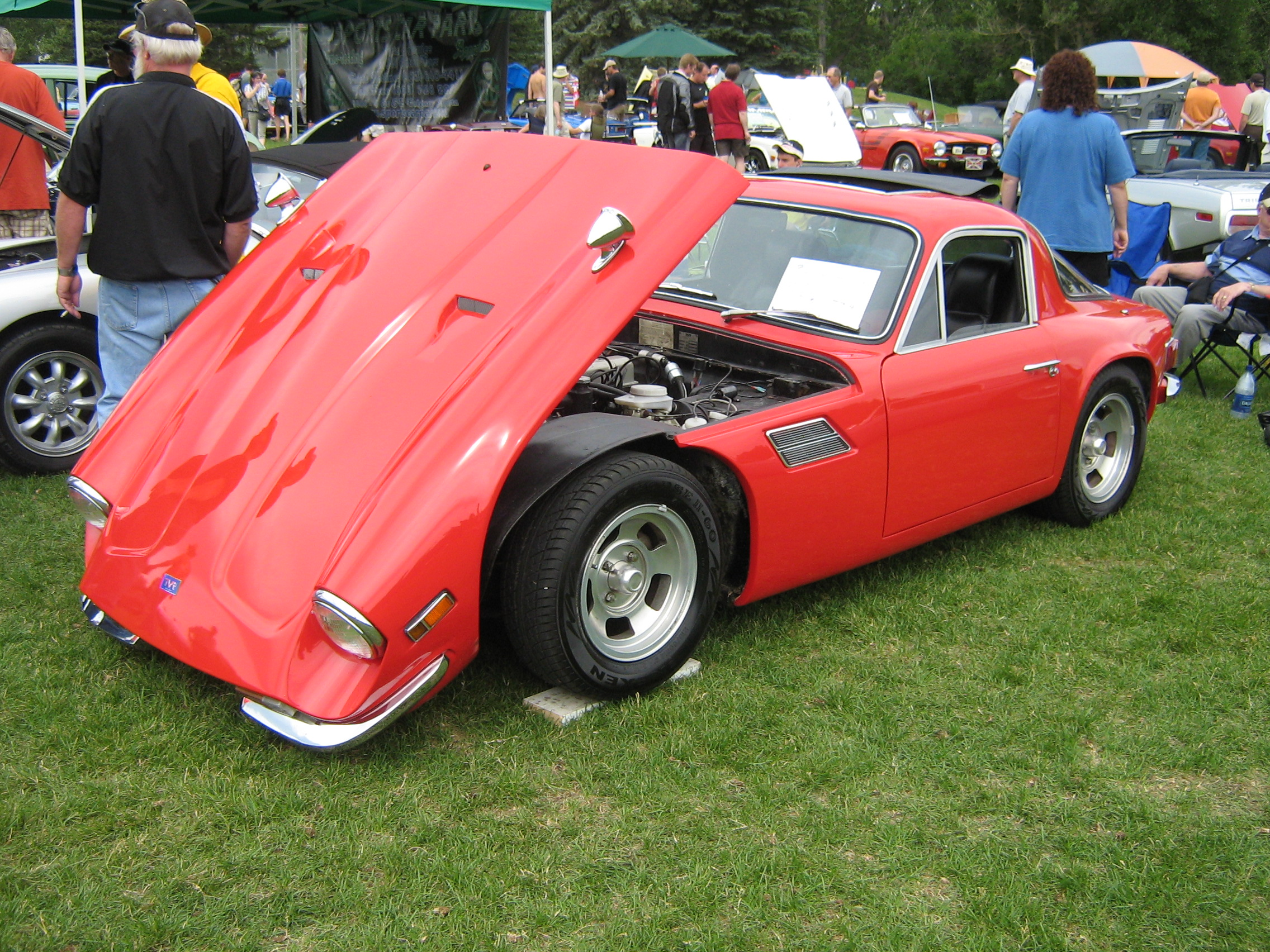
TVR 2500M з піднятим капотом. 1973

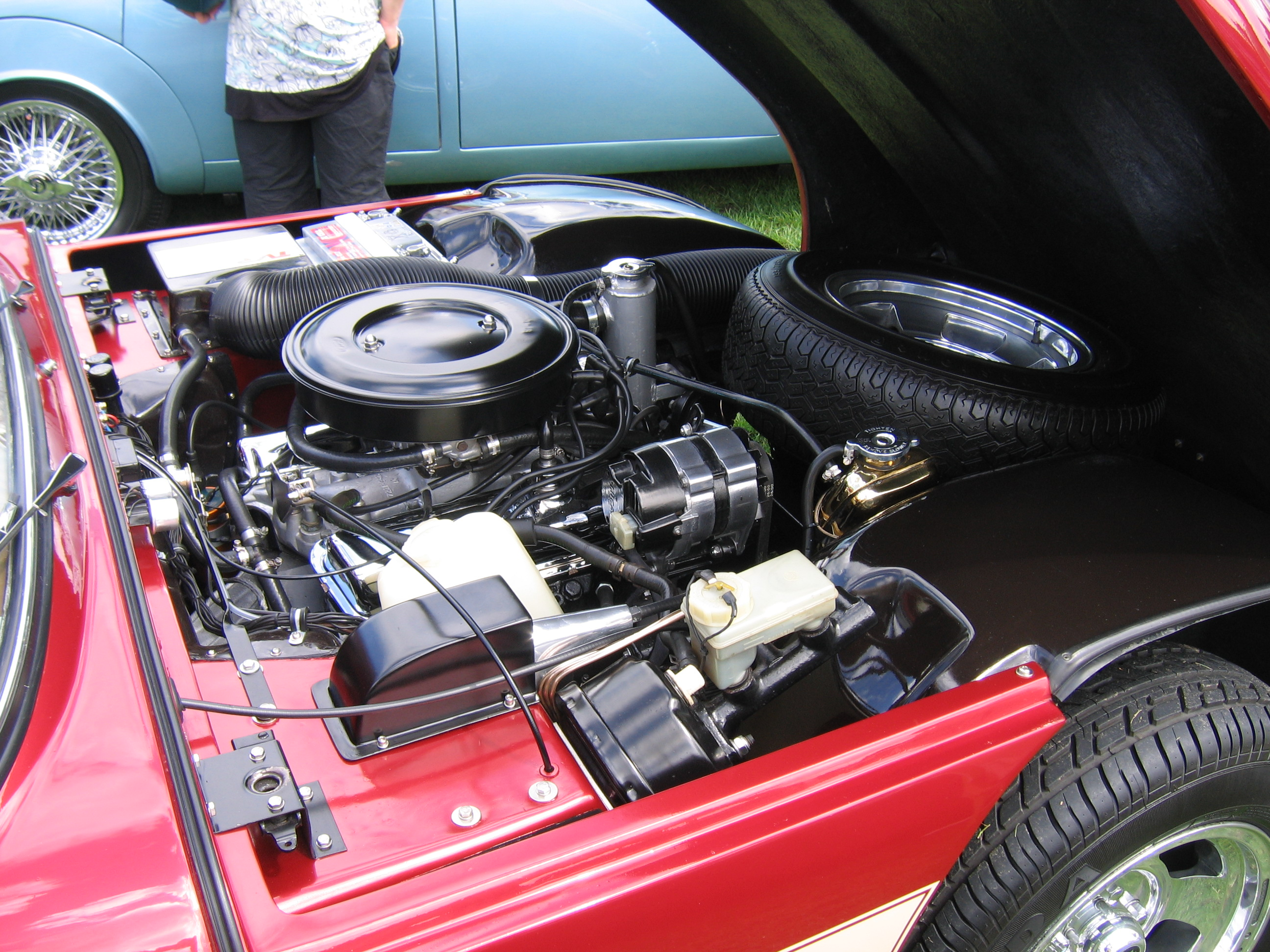
Моторний відсік TVR 3000M

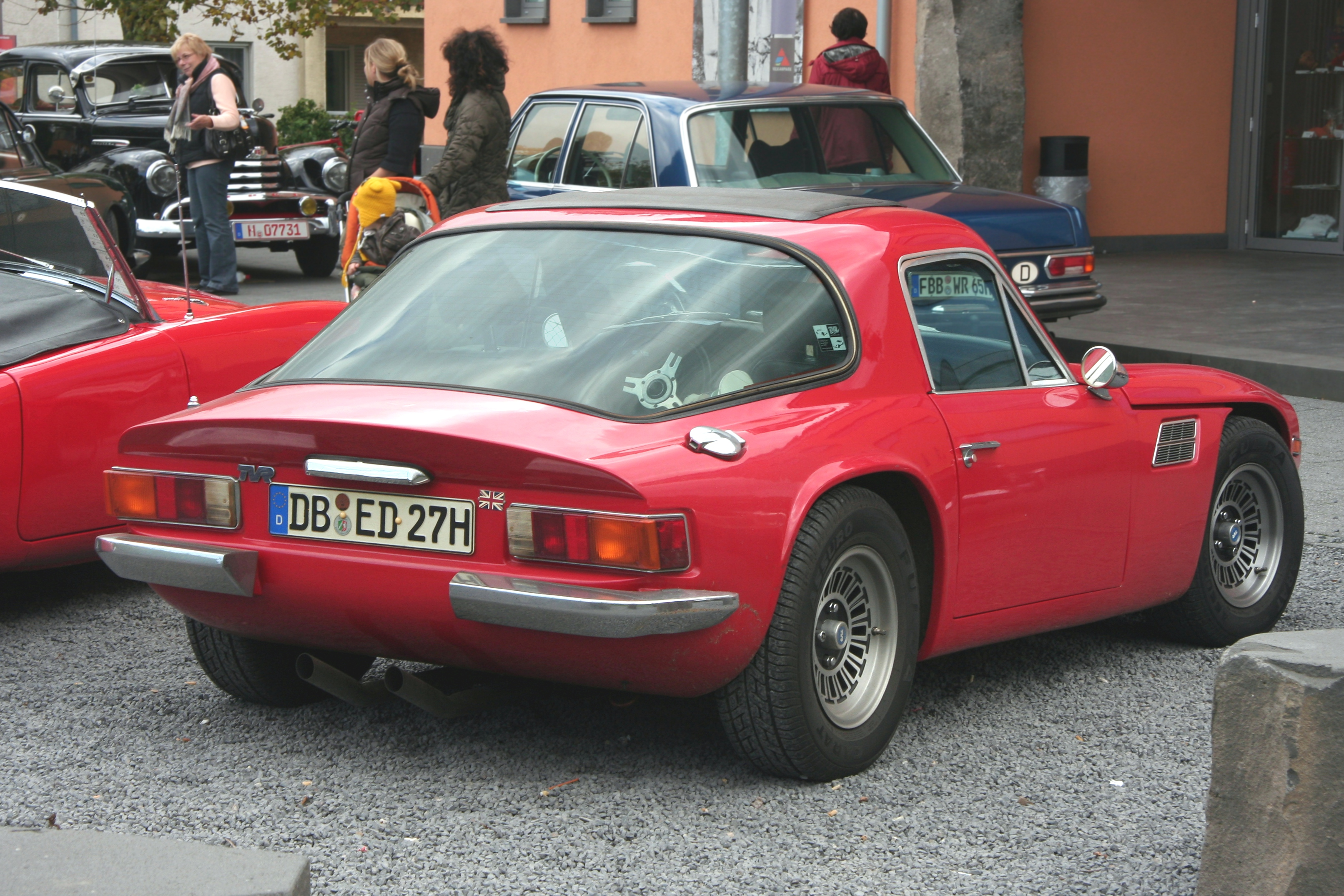
Задня частина TVR 3000 M. 1874

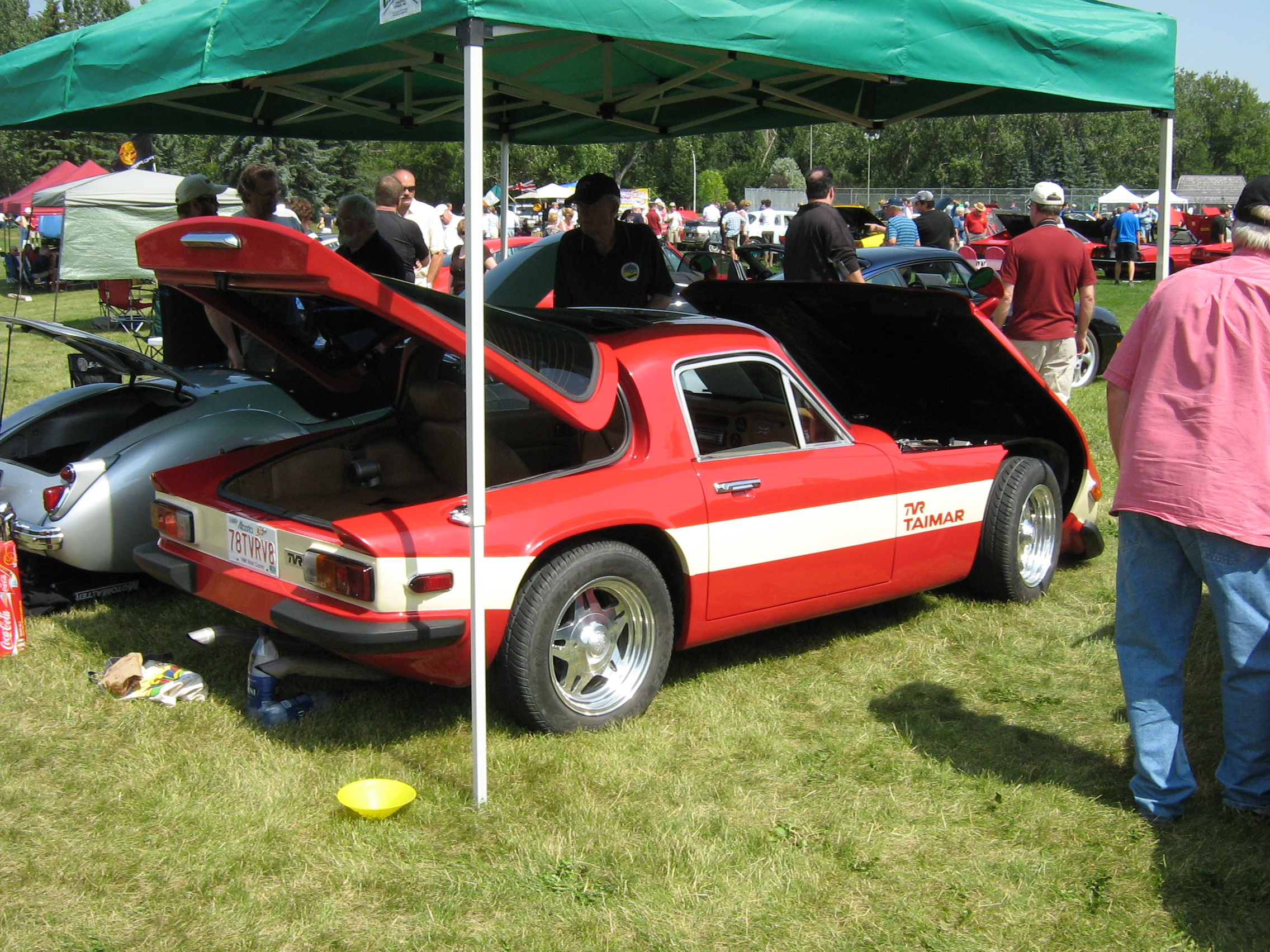
TVR Taimar з піднятими задніми дверима. 1978

Через не надто успішні продажі декотрих модифікацій Vixen керівник компанії TVR Мартін Ліллі вирішив 1972 створити на її базі нову модель. Як і попередня модель вона отримала металеву трубчасту раму і кузов з скловолокна. Спереду встановили бампер з двох частин навколо решітки радіатора, задні ліхтарі з моделі Triumph Dolomite.
Першого року налагодили виробництво трьох моделей. Першим на модифікацію 2500М встановили 6-циліндровий рядний мотор з авто Triumph TR6 з робочим об'ємом 2498 см³, потужністю 106 к.с. (78 кВт) при 4950 об/хв.. Дещо пізніше встановили рядний мотор Ford-Kent з TVR Vixen S4 об'ємом 1599 см³ і потужністю 86 к.с. (63 кВт) при 5500 об/хв. Модифікація отримала позначення 1600M. До кінця року використали мотор V6 Ford-Essex з моделі TVR Tuscan V6 об'ємом 2994 см³ і потужністю 136–142 к.с. (100–104 кВт) при 5000 об/хв. Модифікація отримала позначення 3000M.
З 1975 побачила світ модифікація 3000M Turbo, у якій на мотор модифікації 3000M встановили систему турбонаддування, що дозволило збільшити потужність до 230 к.с. (169 кВт).
З 1978 на раму 3000M почали встановлювати кузов родстер. Нова модифікація отримала позначення 3000S.
Модифікацію 1600M виготовляли до 1977 з перервою впродовж кінця 1973 — початку 1975 років. Виробництво 2500M припинили 1977, 3000M, 3000M, 3000S Turbo 1979.

## Модифікації Taimar, Taimar Turbo
На основі модифікацій 3000M, 3000M Turbo 1976 почали випускати модифікації Taimar та Taimar Turbo з кузовом комбі-купе з великими задніми дверима, що за кабіною з сторін охоплювали задню частину кузова. Вони були на 20% дорожчими за аналогічні базові моделі і випускались до 1979 року.

## Модифікації 5000M

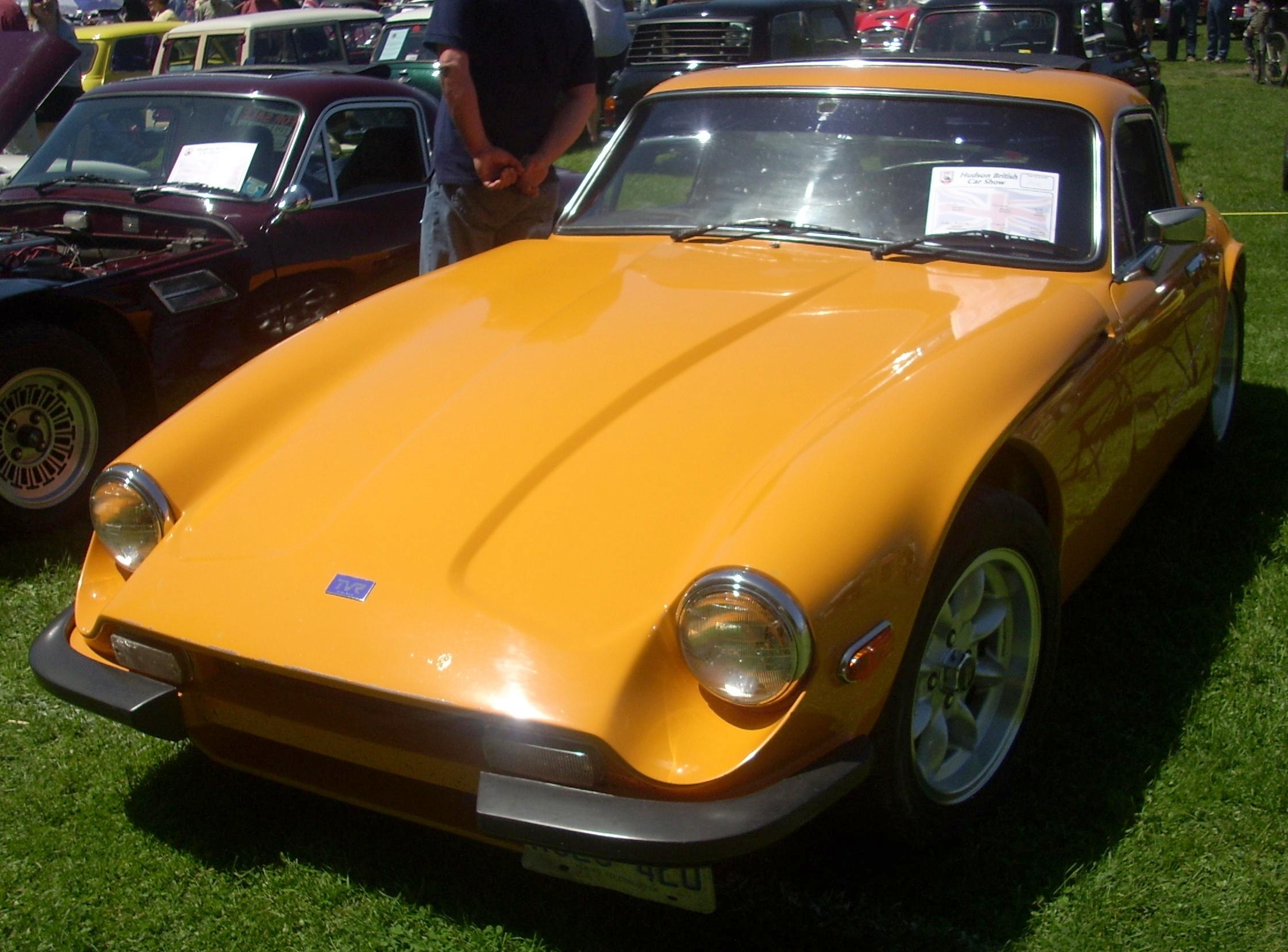
TVR 5000M. 1978

Офіційний дистриб'ютор компанії TVR у канадській провінції Онтаріо Джон Вадман ініціював створення модифікації 5000M на базі модифікації 3000М з мотором V8 Ford американського виробництва об'ємом 4942 см³ і потужністю 250 к.с. (186 кВт). Було виготовлено біля 10-20 машин, які поставляли за спеціальним замовленням.